# Hry jihovýchodní Asie 2019
Hry jihovýchodní Asie 2019 byly 30. v pořadí a uskutečnily se od 30. listopadu do 11. prosince 2017 ve 23 městech na Filipínách. Bylo to počtvrté, kdy se hry konaly na Filipínách.
Akce se zúčastnilo 5630 sportovců, kteří startovali v 530 soutěžích v 56 sportech. Hry zahájil prezident Rodrigo Duterte na stadionu Philippine Arena v Bocaue.
Nejúspěšnější zemí se staly domácí Filipíny před Vietnamem a Thajskem. Během her bylo překonáno několik rekordů her a také národních rekordů.

## Sporty
Sportovci soutěžili v 530 disciplínách 56 sportů. Některé sporty byly spojeny do skupin a jednotlivých sportů na hrách tak bylo ve skutečnosti více.
Atletika (48) • Badminton (7) • Baseball/Softball (1/2) • Basketbal (2+2) • Bowling (9) • Bowls/Pétanque (6/4) • Box (13) • Cyklistika (13) • Duatlon/Triatlon (3/3) • Eskrima (20) • Esport (6) • Florbal (2) • Fotbal (2) • Golf (4) • Gymnastika (20) • Halový pozemní hokej (2) • Jachting/Windsurfing (9/3) • Judo (16) • Ju-jitsu (11) • Kanoistika/Dračí lodě (7/6) • Karate (13) • Kickboxing (8) • Krasobruslení/Short track (2/6) • Kuraš (10) •Kulečník (10) • Lední hokej (1) • Lukostřelba (10) • Moderní pětiboj (6) • Muay Thai (9) • Netball (1) • Obstacle course racing (6) • Pencak Silat (9) • Plavání/Skoky do vody/Vodní pólo (38+1/4/2) • Plážová házená (1) • Podvodní hokej (4) • Pólo (2) • Ragby 7 (2) • Sambo (7) • Sepak takraw (6) • Skateboarding (8) • Soft tenis (3) • Sportovní střelba (14) • Squash (5) • Stolní tenis (4) • Surfing (4) • Šachy (5) • Šerm (12) • Taekwondo (22) • Taneční sport (14) • Tenis (5) • Veslování (6) • Vodní lyžování a Wakeboarding (5) • Volejbal/Plážový volejbal (2/2) • Vzpírání (10) • Wushu (16) • Zápas (14)

## Země a medaile
| Pořadí | Stát            | Zlato | Stříbro | Bronz | Celkem |
| ------ | --------------- | ----- | ------- | ----- | ------ |
| 1.     | Filipíny        | 149   | 117     | 121   | 387    |
| 2.     | Vietnam         | 98    | 85      | 105   | 288    |
| 3.     | Thajsko         | 92    | 103     | 123   | 318    |
| 4.     | Indonésie       | 72    | 84      | 111   | 267    |
| 5.     | Malajsie        | 55    | 58      | 71    | 184    |
| 6.     | Singapur        | 53    | 46      | 68    | 167    |
| 7.     | Myanmar (Barma) | 4     | 18      | 51    | 73     |
| 8.     | Kambodža        | 4     | 6       | 36    | 46     |
| 9.     | Brunej          | 2     | 5       | 6     | 13     |
| 10.    | Laos            | 1     | 5       | 28    | 34     |
| 11.    | Východní Timor  | 0     | 1       | 5     | 6      |